# Korda István (üzletember)
Korda István (Kaposvár, 1947. szeptember 15. – Budapest, 2000. március 21.) magyar építészmérnök, üzletember, filmproducer.
1972-ben az Iparművészeti Főiskola Építészeti Tanszékén építész-tervezőművész diplomát szerzett. Ezután további képzéseken vett részt, többek között Oxfordban és a genti egyetemen. Amerikában a New Jersey-i Állami Egyetemen is oktatott.
A rendszerváltás után ő lett az Antenna Hungária valamint az Állami Privatizációs és Vagyonkezelő Rt. vezetője, még a MAFILM felügyelőbizottságába is beválasztották.
Korda István nyíltan vállalta másságát, Steve Cadro néven homoszexuális pornófilmek producereként is dolgozott.
2000. március 21-én a budai Várban található, saját Úri utcai lakásában rablógyilkosság áldozata lett.